# Perivólia (La Canée)
Perivólia, en grec moderne : Περιβόλια), est un village, dans le dème de La Canée et le district du même nom, en Crète, en Grèce. Selon le recensement de 2011, la population de Perivólia compte 3 986 habitants. La localité est située à une altitude de 60 m et à une distance de 4,5 km au sud de La Canée.